# Leptogaster megafemur
Leptogaster megafemur là một loài ruồi trong họ Asilidae. Leptogaster megafemur được Hull miêu tả năm 1967. Loài này phân bố ở vùng nhiệt đới châu Phi.